# Лесбійська еротика

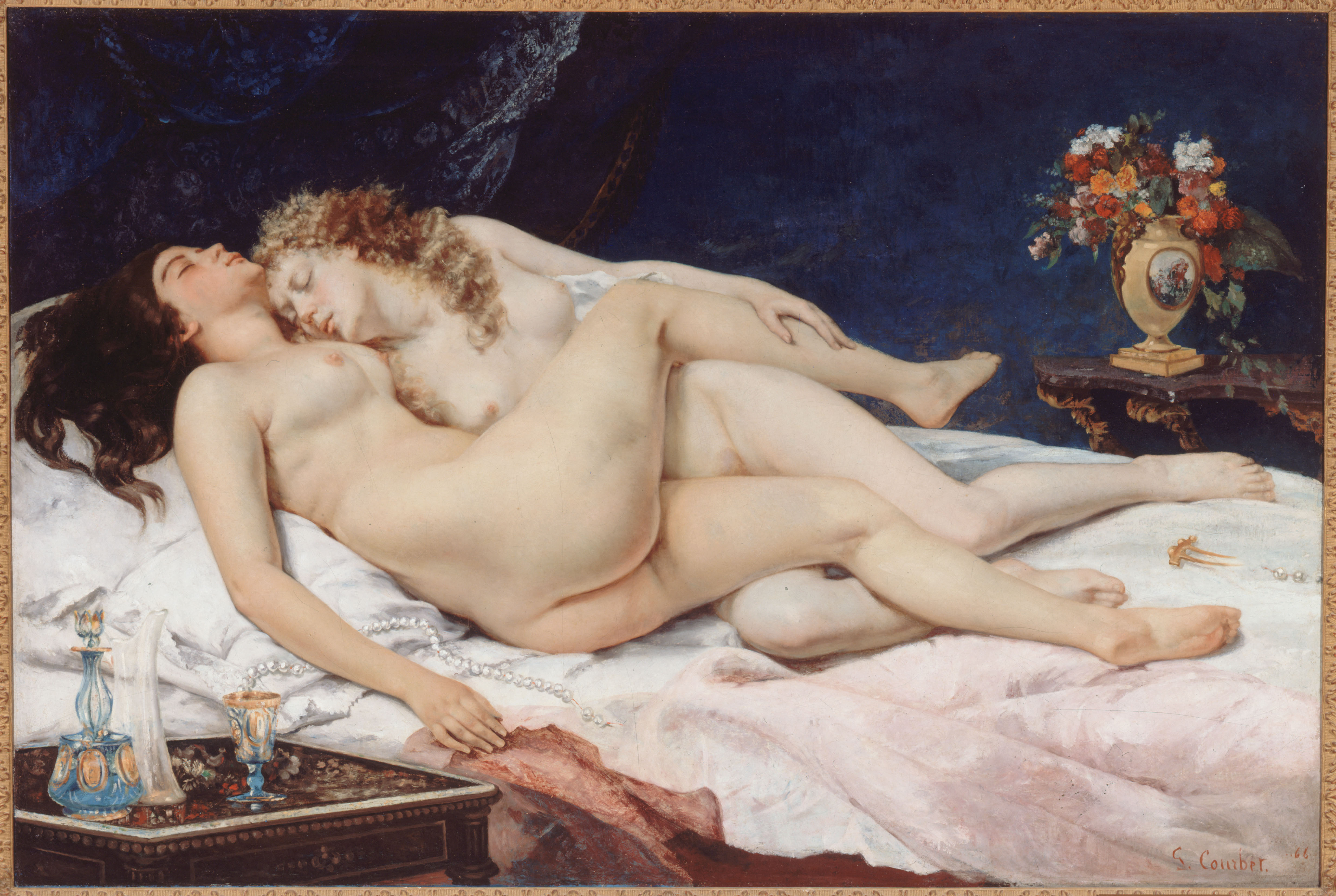
Le Sommeil («Сон») Гюстава Курбе (1866).

Лесбійська еротика зображає в образотворчому мистецтві лесбійство, що є вираженням сексуальності жінки до жінки. Лесбійство було темою еротичного мистецтва, принаймні, з часів Стародавнього Риму, і багато хто вважає зображення лесбійства еротичними.
Протягом більшої частини історії кіно та телебачення лесбійство вважалось табу, хоча з 1960-х років воно дедалі більше стає жанром саме по собі. В ефірних фільмах та еротичних трилерах зображення лесбійства увійшло в загальнодоступне кіно у 1980-х. У порнографії зображення лесбійського сексу становлять популярний піджанр, спрямований на чоловічу гетеросексуальну аудиторію, лесбійську аудиторію та бісексуальну аудиторію будь-якої статі.

## Культурний фон
Сексуальні стосунки між жінками були проілюстровані так само, як і оповідані, але значна частина письмових матеріалів раннього модерну була знищена. З історичних відомостей очевидно, що велика частина лесбійських матеріалів у порнографічних текстах була призначена для читачів чоловічої статі.

## Образотворче мистецтво

### Класичні зображення

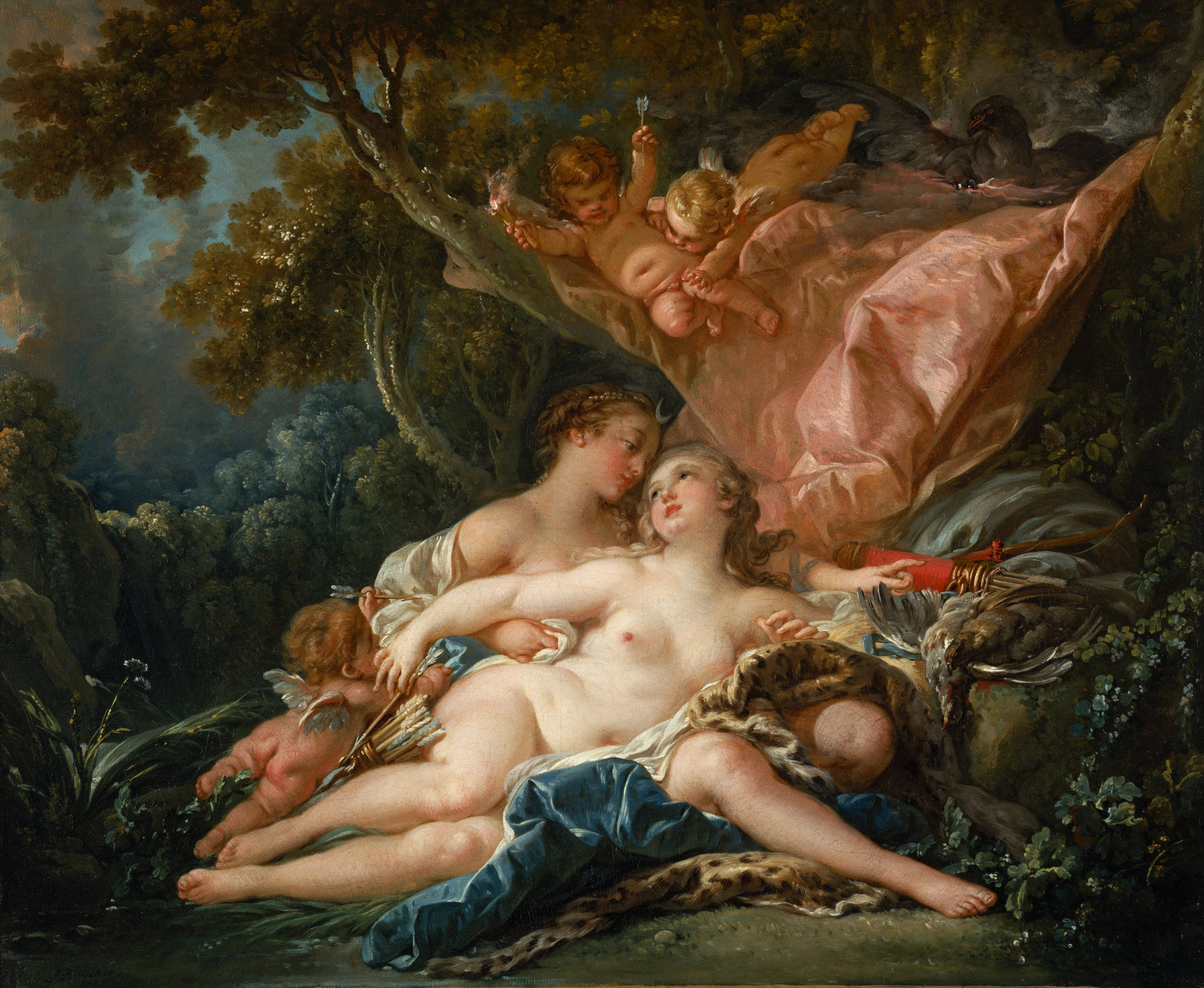
Буше. Німфа Каллісто, спокушена Юпітером у вигляді Діани (1759).

Зображення лесбійства зустрічаються серед еротичних фресок Помпеї. За середньовіччя майже всі вони були знищені, але повернулись після Відродження. Франсуа Буше та Вільям Тернер були одними з попередників художників 19-го століття, які серед своїх робіт відзначали еротизм між жінками. Як і інші художники (наприклад, Жан-Оноре Фрагонар), Буше знаходив натхнення в класичній міфології. Він був одним із багатьох художників, які використовували різні міфи, що оточували богиню Діану, в тому числі часто відображену історію Каллісто, німфу Діани, яку спокусив Юпітер, прикинувшись Діаною.

### 19 століття
У 19 столітті лесбійство стало більш відкрито обговорюватися і потрапило до багатьох галузей мистецтва. У Франції вплив Шарля Бодлера вважається вирішальним як на літературу, так і на візуальне мистецтво, хоча, за словами Дороті Косінскі, це стосувалося не високих мистецтв, а переважно популярної еротики. Ілюстрації Огюста Родена до Бодлерових Les Fleurs du Mal включали лесбійські сцени. Гюстав Курбе у Le Sommeil (1866) ілюструє сцену з оповідання 1835-го «Мадмуазель де Maupin» по Теофіль Готьє, що зображає двох жінкок, що сплять після сексу. Лесбійська тематика була досить суперечливою, щоб стати предметом звіту поліції в 1872 р., але живопису Курбе приписується те, що воно могло надихнути інших зобразити «сапфічну пару», що, в свою чергу, призвело до «пом'якшення табу до виявів любові між жінками і примушення суспільства бачити тих, кого воно вважало девіантками і грішницями».  Тим не менше, аудиторія таких творів мистецтва була переважно чоловічої статі (картина Курбе була замовлена розгульним турецьким дипломатом), тому «термін лесбійка, можливо, повинен містити лапки, оскільки ми маємо справу з зображеннями, зробленими чоловіками для чоловіків, і в якому сам розподіл жіночих тіл проголошує, що вони принадні більше для очей глядача, ніж для очей одна одної». У ХХ столітті чуттєвість зображення також сподобалася б лесбійським глядачкам. 

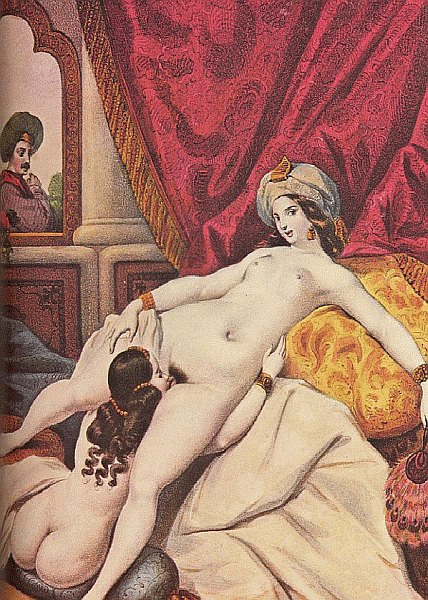
Орієнталістське зображення (кунілінгус як екзотика)

У французькому живописі 19 століття лесбійство часто зображувалось в контексті орієнталізму, і, отже, на нього могли вплинути колоніалізм та імперіалізм епохи; як результат, припущення щодо раси та класу забарвили образи, особливо коли лесбійство було пов'язане зі сценами гарему та борделю. Пізніші зображення лесбійок у західному мистецтві можуть відображатись як культурні звичаї або просто запозичуватися з формальних живописних умов. 
У другій половині 19 століття лесбійська тема була добре встановлена, і серед її художників були Анрі де Тулуз-Лотрек, Константин Гіс, Едгар Дега та Жан-Луї Форен. Пізніші художники — Густав Клімт, Егон Шиле, Крістіан Шад, Альберт Марке, Балтус та Леонор Фіні. Більш чіткі зображення були важливою частиною роботи еротичних ілюстраторів, таких як Едуар-Анрі Авріл, Франц фон Байрос, Мартін ван Маеле, Роян, Герда Вегенер та Том Пултон. Явні живописання заняття любов'ю між жінками також є важливою тема в японській еротичній Сюнґа, в тому числі роботи таких майстрів, як Утамаро, Хокусай, Катшекав Шаего, Утагава Утагава Кунісада, Утаґава Кунійосі, Янагава Сигенобу, Кейсайте Ейсен і Каванаб Кайосай.
У мистецтві та фетиш-фотографії серед відомих художників, які працювали з лесбійськими темами, Девід Гамільтон, Стів Дієт Годде та Боб Карлос Кларк. Зовсім недавно лесбійські та бісексуальні фотографки, такі як Нен Голдін, Ті Корін та Джуді Франческоні, зосереджувались на еротиці, відновлюючи тему, яка традиційно трактувалася, в основному, очима чоловіків.

### Галерея

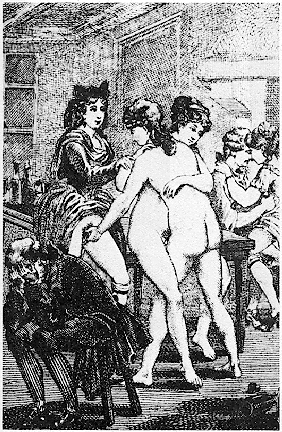
Лесбійська сцена, гравюра, 18 століття
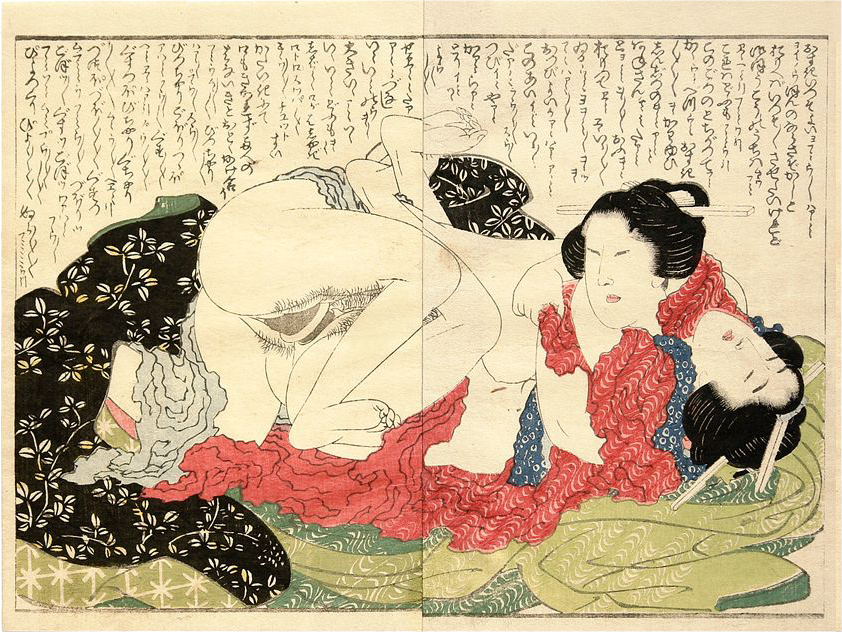
Хокусай, лесбійки Шунга, живопис, с. 1814 рік
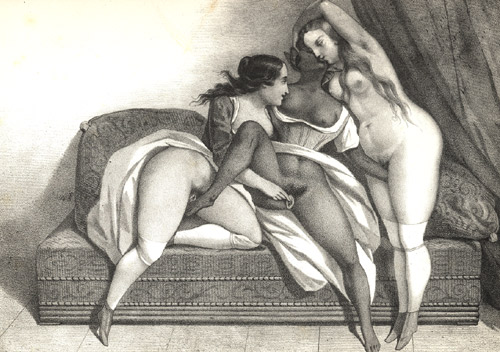
Лесбійська гра, літографія, 1840 рік
Жан Огюст Домінік Енгр, Турецька лазня, полотно, олія, 1862 р. Приклад еротики в контексті орієнталізму
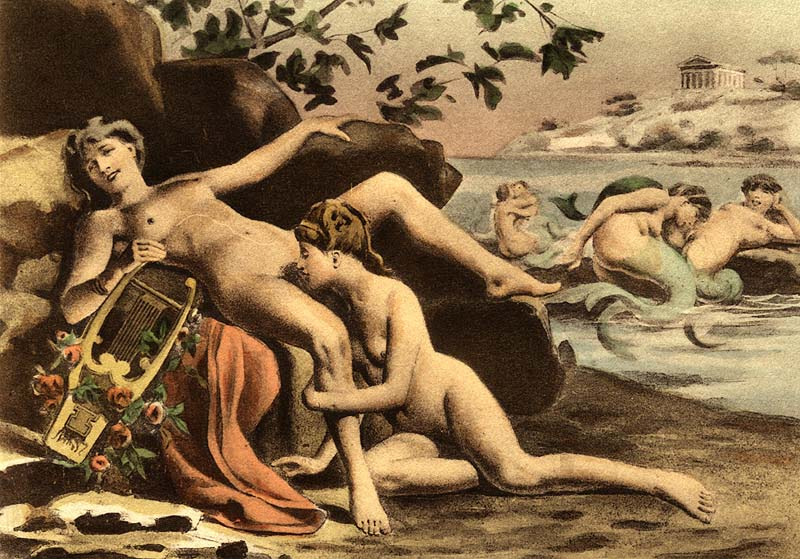
Едуар-Анрі Авріл, пастирська лесбійська сцена, включаючи Сапфо
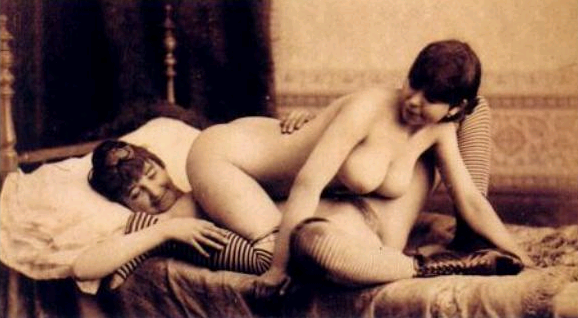
Дві жінки в ліжку в положенні 69, фотографія, 1883 рік
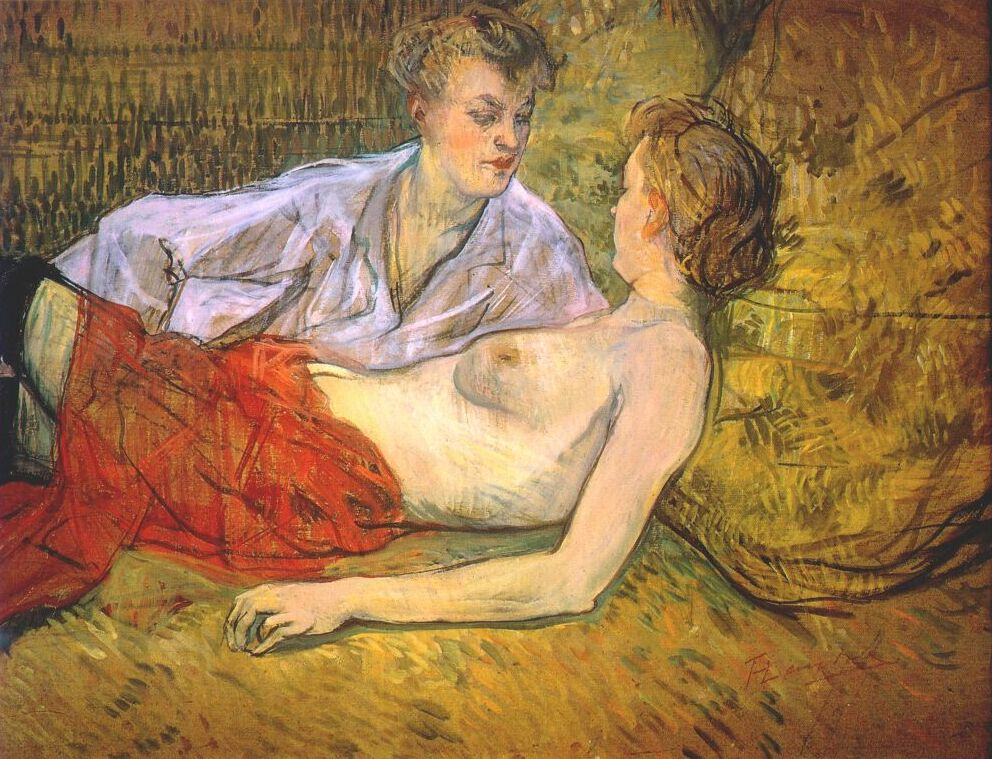
Анрі де Тулуз-Лотрек, Дві подружки, олія, бл. 1894-5
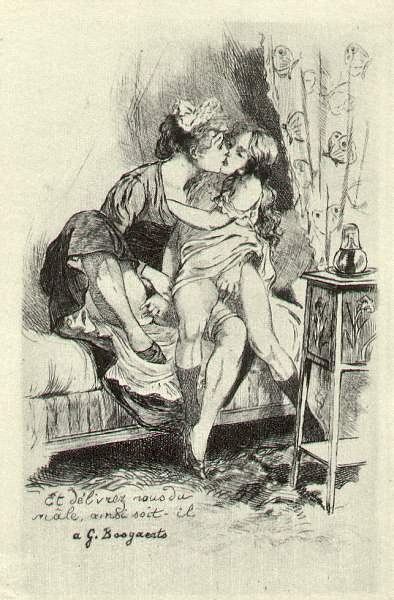
Мартін ван Маеле, друк з La Grande Danse macabre des vifs, 1905
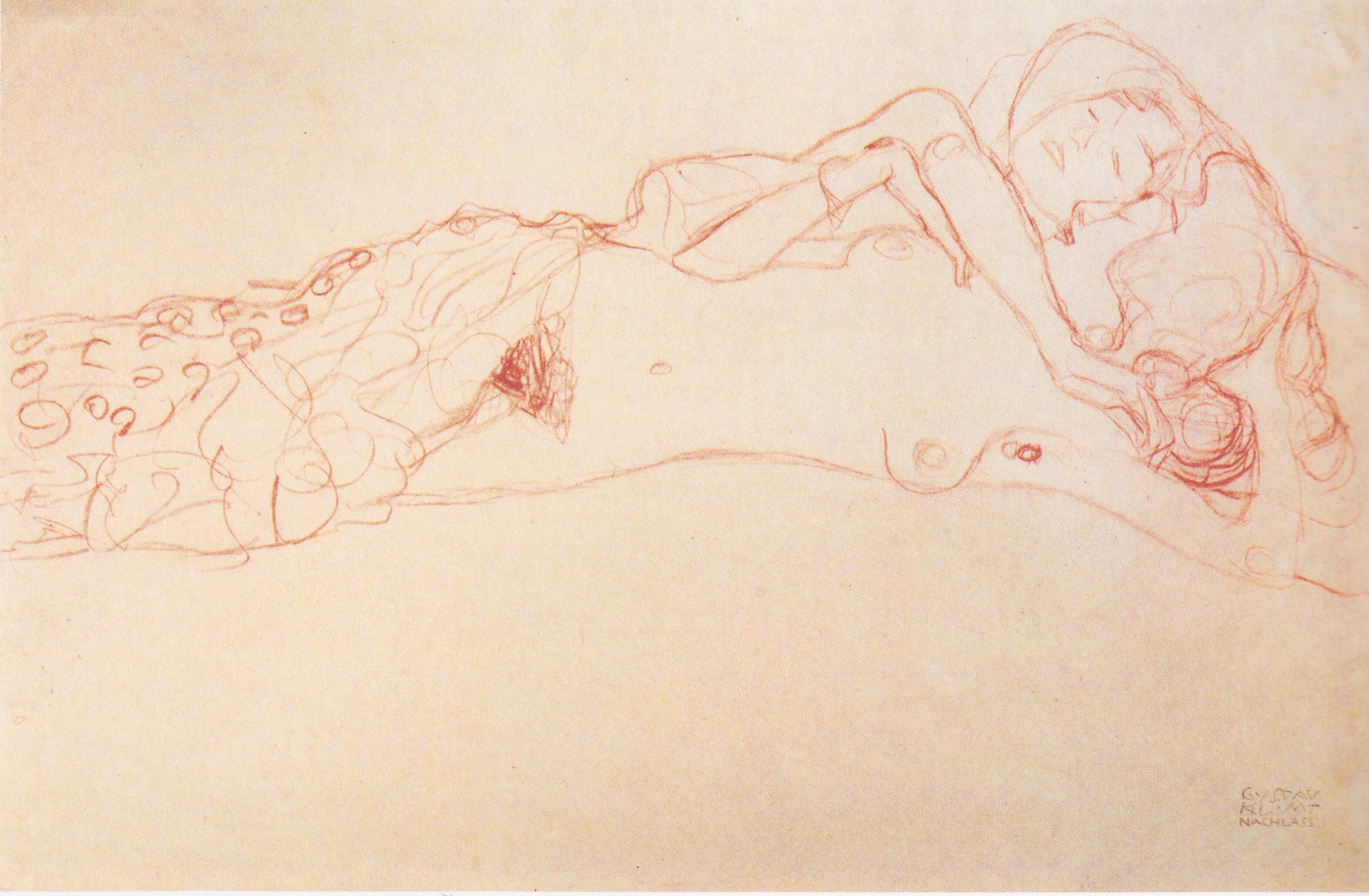
Густав Клімт, Zwei auf dem Rücken liegende Akte, малюнок, бл. 1906 рік
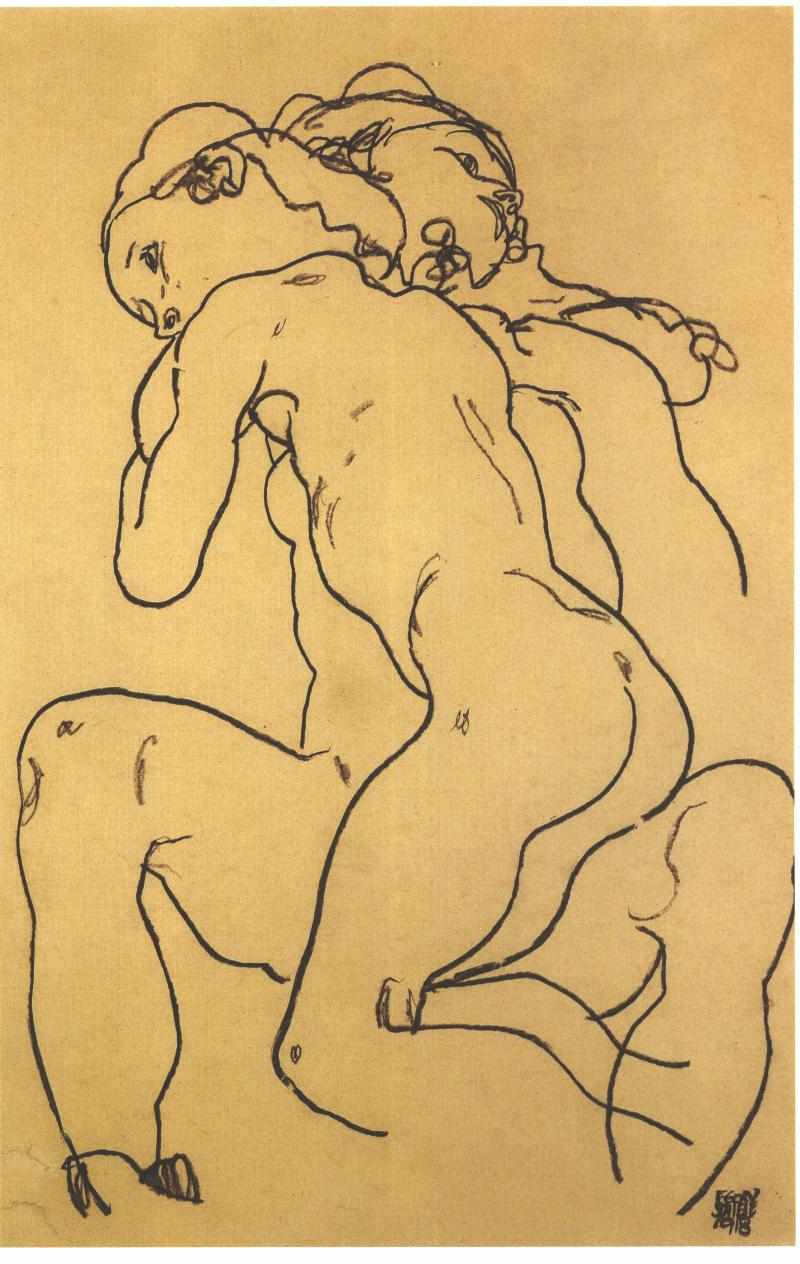
Егон Шиле, Дві жінки-ню, що обіймаються, малюнок, 1919 рік

## Кіно та телебачення
Лесбійські та еротичні теми були стримані або зашифровані в ранньому кіно. Навіть сцени, що наводять на думку про лесбійство, були суперечливими, наприклад, презентація жінок, які разом танцювали в «Скрині Пандори» (1929) та «Хресному знаменні» (1932). Скриня Пандори примітна своїм лесбійським сюжетом, графиня (Еліс Робертс) визначається її чоловічим виглядом і тим, що вона носить смокінг. Лесбійські теми були знайдені в європейських фільмах, таких як Дівчата в уніформі (1931). До середини 30-х років кодекс Гейза забороняв будь-які гомосексуальні теми у фільмах, зроблених у Голлівуді, і кілька фільмів довелося скоротити, щоб вони змогли вийти на екран. Наприклад, Хресне знамення спочатку включало еротичний «Танець Голої Луни», але танець вважався «лесбійським» і був вирізаний для перевидання 1938 року. Навіть припущення про романтичний потяг між жінками були рідкісними, навіть слово на літеру «L» було табу. Лесбійство не теражувалось в американському кіно до випуску «Прогулянка по дикій стороні» 1962 року, в якому між Джо та Геллі існують ледь помітні лесбійські стосунки. Вперше сцени сексу між жінками з'явилися в кількох фільмах кінця 1960-х — «Лисиця» (1967), «Вбивство сестри Джордж» (1968), «Тереза та Ізабель» (1968).
Протягом 1970-х зображення сексу жінок були здебільшого обмежені напівпорнографічними еротичними та секс-експлуатаційними фільмами, такими як Cherry, Harry &amp; Raquel! (1970), Score (1974), Emmanuelle (1974) та Bilitis (1977). Хоча напіввиразні гетеро- сексуальні сцени були частиною масового кіно з кінця 1960-х, еквівалентні зображення жінок, які займаються сексом, почали з'являтися в кіно лише в 1980-х. Вони, як правило, були в контексті фільму на спеціальну лесбійську тематику, наприклад, «Personal Best» (1982), «Lianna» (1983) та «Desert Hearts» (1985). У вампірському фільмі «Голод» (1983) містилася сцена сексу між Кетрін Деньов та Сюзен Серендон. Фільм Жака Сауреля «Joy et Joan» (1985) також належить до цієї нової, більш ніж еротичної кіномови.
У Генрі та Джун (1990) було кілька лесбійських сцен, у тому числі та, яка вважалася достатньо явною, щоб дати фільму рейтинг NC-17 (були суперечки щодо того, чи MPAA надав фільму більш обмежувальний рейтинг, ніж зазвичай, через лесбійський характер даної сцени). «Основний інстинкт» (1992) містив легкий лесбійський вміст, тому був встановлений в жанрі еротичного трилера. Пізніше, в 1990-х, еротичні трилери, такі як Wild Side (1995) та Зв'язок (1996), досліджували лесбійські стосунки та містили явні сцени лесбійського сексу.
З 1990-х зображення сексу між жінками стали досить поширеними у кіно. Поцілунки жінок все частіше демонструються у фільмах та на телебаченні, часто як спосіб включення сексуально збудливого елемента у фільм.
The L Word був американським телевізійним драматичним серіалом, який спочатку демонструвався в Showtime з 2004 по 2009 рік і досліджував лесбійські, бісексуальні та трансгендерні стосунки, а також містив численні явні сцени лесбійського сексу.

## Порнографія

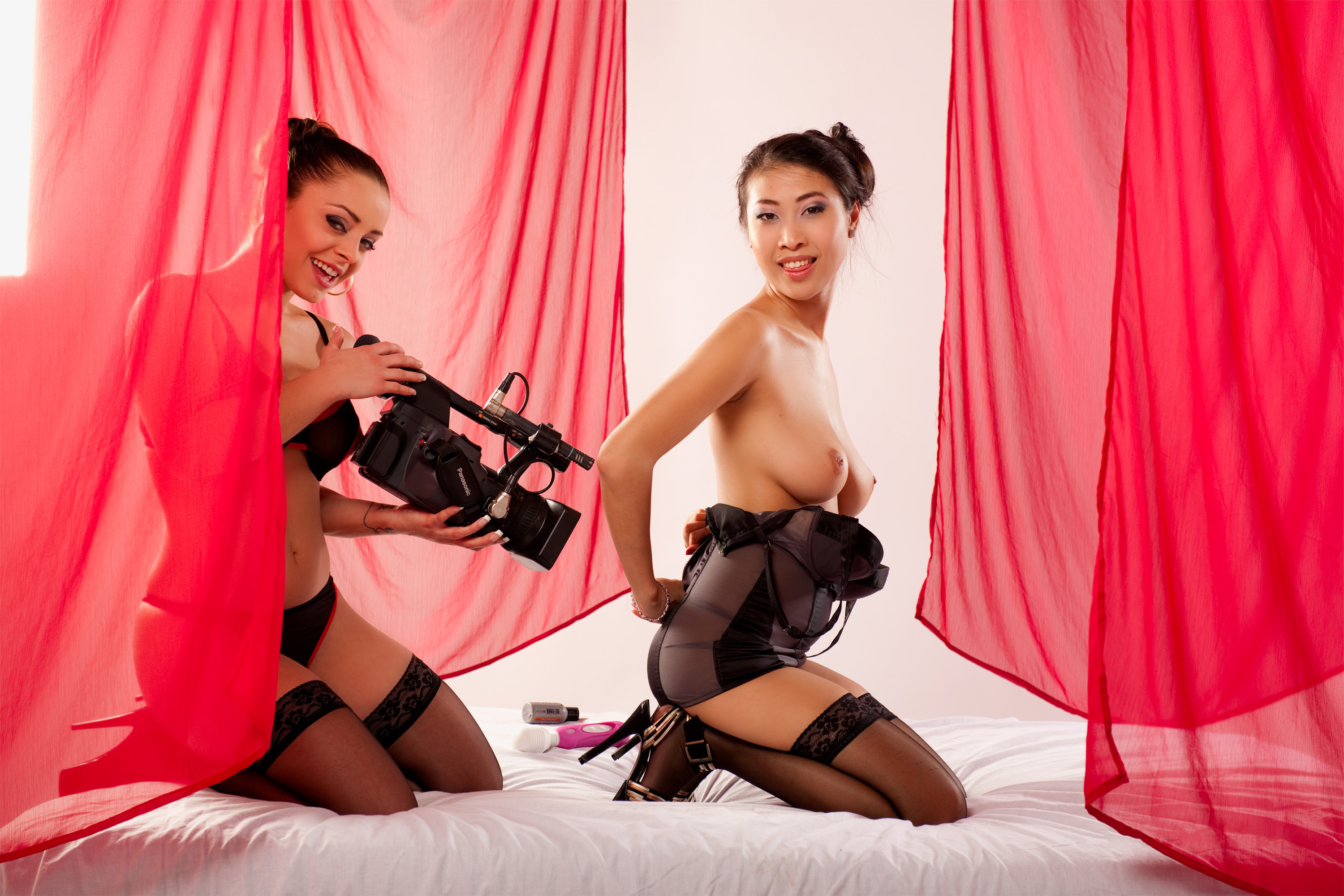
Французькі порноакторки Ліза Дель Сьєрра та Шарон Лі знімають відео

Лесбійство є важливою темою як хардкорної, так і еротичної порнографії, багато назв відеороликів, вебсайти та цілі студії (наприклад, Girlfriends Films та Sweetheart Video) повністю присвячені зображенням лесбійської сексуальної активності. Лесбійська порнографія, як правило, орієнтована переважно на чоловічу аудиторію, з меншою жіночою аудиторією, і багато гетеросексуальних відео включають лесбійську сцену. Однак у японському порно лесбійство вважається фетишем і лише іноді включається в гетеросексуальні відео. Резу (レ ズ —лесбійське) відео — спеціалізований жанр, хоча створюється велика їх кількість.
Еротика та порнографія, що стосується сексу між жінками, переважно виробляються чоловіками для чоловічої та жіночої аудиторії. Дослідження 1996 року, опубліковане в Journal of Abnormal Psychology, показало, що гетеросексуальні чоловіки мають найвище збудження до порнографії про гетеросексуальну, а не лесбійську активність. Інше дослідження показало, що чоловіків-гетеросексуалів більше збуджують зображення лесбійського сексу, ніж зображення гетеросексуальної активності, тоді як гетеросексуалки та лесбійки викликали широкий спектр сексуальних стимулів. Лесбійський секс на екрані (як у західній, так і в японській порнографії), як правило, орієнтований на чоловічу аудиторію, також створив невелику лесбійську аудиторію, але вона все ще контрастує з гей-порнографією, яка вважається власним жанром.
Звіт PornHub вказує, що «лесбійки», «оргія», «БДСМ» є найпопулярнішою категорією для глядачів.

### Неаутентичність
Лесбійська порнографія критикується лесбійською спільнотою за її неправдивість. За словами авторки Елізабет Вітні, «лесбійство не визнається законним» у лесбійському порно через поширеність «гетеронормативно жіночних жінок», експериментальний характер і постійне задоволення погляду чоловіків, що протистоїть реальному лесбійству. Справжність у порнографії заперечується, оскільки стверджують, що справжній секс не має жодних мотивів, крім себе. Порносекс, який знімається на камеру, автоматично має інші мотиви.
Деякі лесбійські порноакторки описують свій перформанс як перебільшену, змінену версію їхньої справжньої особистості. Автентичність залежить від реального досвіду, тому деякі лесбійки-порноакторки відчувають потребу створити зовсім іншу персону, щоб почуватися в безпеці. Веббер пише про Агату, квір акторку лесбійського порно, яка «воліє, щоб активність та атмосфера її виступів були дуже неправдивими, оскільки в іншому випадку вона відчуває себе» занадто близько до дому, маючи на увазі пригноблення та словесні знущання, яким її піддають у повсякденному житті.
Як і в гетеросексуальному та гей-порно, у лесбійському порно наголошується на проникненні. Попри те, що дослідження показали, що фалоімітатори мають мінімальне використання в реальній лесбійській сексуальній активності, лесбійське порно на видному рівні використовує фалоімітатори. За словами Лідона, здатність досягати оргазму кліторально, на відміну від пенетративного, усуває потребу в пенісі, а, отже, і в чоловікові. З цієї причини продюсери-чоловіки продовжують включати, а чоловіки-глядачі продовжують вимагати фалос як центральну особливість лесбійського порно.

## Погляди на лесбійство в еротиці

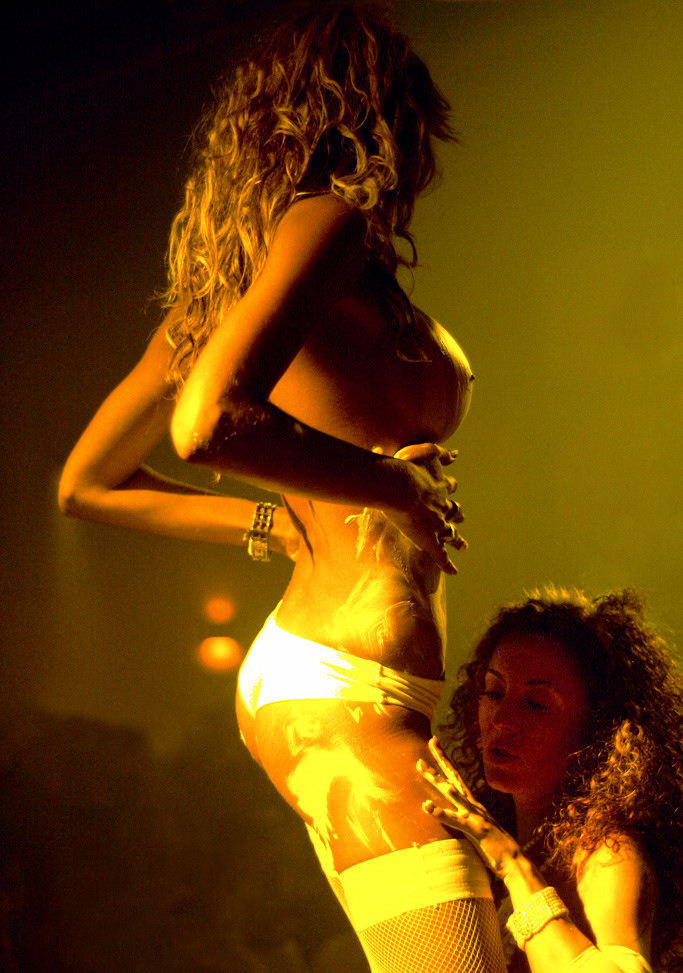
Секс-шоу «дівчина-на-дівчині» в Гранаді, Іспанія.

### Вплив на гетеросексуальних чоловіків
Кілька досліджень плетизмографії пеніса показали високий рівень збудження у гетеросексуальних чоловіків до порнографії, що демонструє сексуальну активність між жінками. В одному дослідженні було виявлено, що гетеросексуальні чоловіки мають найвищі статеві та суб'єктивні збудження до порнографії, що зображає гетеросексуальну активність, а не лесбійську діяльність той час як інше дослідження повідомляє, що середньостатистичних гетеросексуальних чоловіків більше збуджують порнографія, що демонструє сексуальну активність між жінками, ніж зображення гетеросексуальної діяльності. Ці висновки відповідають повідомленням кількох попередніх досліджень, узагальнених у Whitley et al. (1999)
Насолода лесбійською порнографією може мати незначний зв'язок із почуттями до гомосексуалів у реальному житті. Гетеросексуального чоловіка можуть збудити порнографічні зображення лесбійства, але вони можуть дотримуватись гомофобських поглядів. Однак кілька досліджень вказують на те, що чоловіки, які сприймають лесбійство як еротичне, можуть мати менш негативне ставлення до лесбійок, ніж до чоловіків-геїв.

### Феміністичні погляди
Феміністські погляди на секс між жінками в еротиці складні. Історично склалося так, що жінки менше брали участь у виробництві та споживанні еротики загалом та візуальної порнографії, зокрема. З кінця 1960-х років радикальна феміністична критика феміністками другої хвилі та феміністичною теорією порнографії як деривату проституції та сексуальної об'єктивації жінок, яку підтримують ці практики, вплинули на лесбійську спільноту. Антипорнографічні феміністки заперечували проти всієї порнографії. Однак з кінця 1980-х «Феміністичні секс-війни» та початку руху «жіноча еротика» феміністичні погляди на порнографію, як лесбійську, так і гетеросексуальну, змінилися. Деякі лесбійки є навіть споживачками масової порнографії, але багатьом не подобаються неточні та стереотипні зображення жінок та лесбійства в масовій порнографії. Від початку 2000-х існує сильний рух лесбійської еротичної літератури, а також невеликий жанр порнографії, створений лесбійками для лесбійської аудиторії.
Протягом останніх десятиліть випускається дедалі більше квір еротичної літератури, написаної жінками та, як правило, для жінок. Існує велика підкатегорія цієї еротики, яка включає різні стосунки, включаючи також лесбійських та бісексуальних персонажок. Вводячи різні інші ідентичності та сексуальності, це відкриває світ еротики до більшого сексуального розмаїття та прийняття інших негетеронормативних сексуальностей.